# Ivan Nikčević
Ivan Nikčević (Nikšić, 11 de fevereiro de 1981) é um jogador de andebol sérvio que joga atualmente pelo Sporting Clube de Portugal.